# 阿纳恩德纳加尔
阿纳恩德纳加尔（Anand Nagar），是印度阿萨姆邦Dhubri县的一个城镇。总人口5026（2001年）。

## 人口
该地2001年总人口5026人，其中男性2595人，女性2431人；0—6岁人口945人，其中男481人，女464人；识字率47.71%，其中男性为56.11%，女性为38.75%。